# Sipyloidea rentzi
Sipyloidea rentzi är en insektsart som beskrevs av Brock och Jack W. Hasenpusch 2007. Sipyloidea rentzi ingår i släktet Sipyloidea och familjen Diapheromeridae. Inga underarter finns listade i Catalogue of Life.